# Typhlops wilsoni
Typhlops wilsoni là một loài rắn trong họ Typhlopidae. Loài này được Wall mô tả khoa học đầu tiên năm 1908.